# Diocesi di Zrenjanin
La diocesi di Zrenjanin (in latino: Dioecesis Zrenianensis) è una sede della Chiesa cattolica in Serbia suffraganea dell'arcidiocesi di Belgrado. Nel 2022 contava 58.224 battezzati su 733.464 abitanti. È retta dal vescovo Mirko Štefković.

## Territorio
La diocesi comprende il Banato serbo, cioè la parte orientale della Voivodina, contrassegnata in rosa nella mappa a destra. La popolazione cattolica della diocesi è etnicamente variegata e comprende prevalentemente ungheresi e croati, con minoranze bulgare, ceche, slovene e tedesche.
Sede vescovile è la città di Zrenjanin, dove si trova la cattedrale di San Giovanni Nepomuceno.
Il territorio è suddiviso in 38 parrocchie.

## Storia
L'amministrazione apostolica del Banato jugoslavo fu eretto il 10 febbraio 1923, per la porzione della diocesi di Csanád che dopo la prima guerra mondiale si trovava nel territorio del regno di Jugoslavia.
Al termine della seconda guerra mondiale circa 100.000 cattolici di etnia tedesca abbandonarono la diocesi, che vide dimezzato il numero dei fedeli.
L'amministratore apostolico Bukatko, di rito bizantino, ebbe alcuni problemi poiché non comprendeva l'ungherese, la lingua parlata dalla maggioranza dei fedeli della diocesi. Dopo le sue dimissioni, la diocesi fu affidata a pastori di etnia ungherese.
Il 16 dicembre 1986 l'amministrazione apostolica è stata elevata a diocesi e ha assunto il nome attuale. Come patrono principale della diocesi è stato scelto san Gerardo di Csanád, vescovo e martire.

## Cronotassi dei vescovi
Si omettono i periodi di sede vacante non superiori ai 2 anni o non storicamente accertati.
- Ivan Rafael Rodić, O.F.M. † (10 febbraio 1923 - 28 novembre 1936 dimesso[3])
- Josip Ujčić † (28 novembre 1936 - 24 marzo 1964 deceduto)
- Gabriel Bukatko † (24 marzo 1964 succeduto - 22 dicembre 1971 dimesso)
- Tamás Jung † (22 dicembre 1971 - 7 gennaio 1988 ritirato)
- László Huzsvár † (7 gennaio 1988 - 30 giugno 2007 ritirato)
- Ladislav Német, S.V.D. (23 aprile 2008 - 5 novembre 2022 nominato arcivescovo di Belgrado)[4][5]
- Mirko Štefković, dal 18 marzo 2024

## Statistiche
La diocesi nel 2022 su una popolazione di 733.464 persone contava 58.224 battezzati, corrispondenti al 7,9% del totale.
| anno | popolazione | popolazione | popolazione | presbiteri | presbiteri | presbiteri | presbiteri                | diaconi | religiosi | religiosi | parrocchie |
| anno | battezzati  | totale      | %           | numero     | secolari   | regolari   | battezzati per presbitero | diaconi | uomini    | donne     | parrocchie |
| ---- | ----------- | ----------- | ----------- | ---------- | ---------- | ---------- | ------------------------- | ------- | --------- | --------- | ---------- |
| 1950 | 110.000     | 470.000     | 23,4        | 37         | 34         | 3          | 2.972                     |         | 3         | 79        | 50         |
| 1970 | 118.800     | 630.000     | 18,9        | 42         | 37         | 5          | 2.828                     |         | 7         | 98        | 45         |
| 1980 | 92.458      | 650.000     | 14,2        | 28         | 23         | 5          | 3.302                     |         | 5         | 93        | 45         |
| 1990 | 99.589      | 670.606     | 14,9        | 30         | 23         | 7          | 3.319                     |         | 7         | 51        | 43         |
| 1999 | 85.718      | 696.200     | 12,3        | 25         | 21         | 4          | 3.428                     |         | 5         | 9         | 40         |
| 2000 | 84.845      | 691.100     | 12,3        | 24         | 20         | 4          | 3.535                     |         | 5         | 9         | 40         |
| 2001 | 84.009      | 690.264     | 12,2        | 24         | 20         | 4          | 3.500                     | 1       | 5         | 9         | 40         |
| 2002 | 83.262      | 689.517     | 12,1        | 24         | 20         | 4          | 3.469                     | 1       | 5         | 9         | 40         |
| 2003 | 71.099      | 601.676     | 11,8        | 24         | 20         | 4          | 2.962                     | 1       | 5         | 9         | 40         |
| 2004 | 68.112      | 601.676     | 11,3        | 26         | 21         | 5          | 2.619                     | 1       | 6         | 9         | 40         |
| 2010 | 64.110      | 552.809     | 11,6        | 26         | 21         | 5          | 2.465                     | 1       | 6         | 6         | 38         |
| 2014 | 70.800      | 808.000     | 8,8         | 26         | 21         | 5          | 2.723                     | 1       | 6         | 8         | 38         |
| 2017 | 60.000      | 748.000     | 8,0         | 26         | 19         | 7          | 2.307                     | 1       | 8         | 6         | 38         |
| 2020 | 59.000      | 737.380     | 8,0         | 21         | 17         | 4          | 2.809                     | 2       | 5         | 5         | 38         |
| 2022 | 58.224      | 733.464     | 7,9         | 22         | 16         | 6          | 2.646                     | 2       | 7         | 5         | 38         |